# Полковниково
Полко́вниково (рос. Полковниково) — село у складі Косіхинського району Алтайського краю, Росія. Адміністративний центр Полковниковської сільської ради.

## Населення
Населення — 702 особи (2010; 814 у 2002).
Національний склад (станом на 2002 рік):
- росіяни — 92 %